# Dysithamnus mentalis
Dysithamnus mentalis е вид птица от семейство Thamnophilidae.

## Разпространение
Видът е разпространен в Аржентина, Белиз, Боливия, Бразилия, Венецуела, Гватемала, Еквадор, Колумбия, Коста Рика, Мексико, Никарагуа, Панама, Парагвай, Перу, Тринидад и Тобаго и Хондурас.